# Куниаль
Куниаль (по первым буквам составляющих элементов) — сплав меди (основа) с никелем (4-20 %) и алюминием (1-4 %).
Дисперсионно-твердеющий.
Закалка + ХПД + старение.
Различаются две марки: куниаль А (МНА 13-3), содержащий 12—15 % Ni и 2,3—3,0 % Al, и куниаль Б (МНА 6-1,5) содержащий 5,5—6,5 % Ni и 1,2—2,8 % Al.
Куниаль А используется для изготовления деталей специального назначения, которые должны обладать одновременно прочностью и высокой коррозионной стойкостью. Куниаль Б применяется для изготовления пружин и других упругих элементов ответственного назначения, а также в криогенной технике благодаря его высокой морозостойкости.
Куниаль используется для изготовления гребных винтов. Он имеет прочность стали, но гораздо лучше противостоит коррозии. Куниаль может находиться в воде десятилетиями, не ржавея при этом. Для придания сплаву предельной прочности[неоднозначно] к 80 % меди необходимо добавить 5 % никеля и 5 % алюминия, а также 10 % других металлов. Переплавка осуществляется при температуре 1183 градуса.

## Свойства сплавов
Куниаль хорошо обрабатывается в холодном и горячем состояниях, способeн к дисперсионному отвердению при отпуске 500 ... 600 ° C после закалки с 900-1000 ° C.
Куниаль-А поставляется в виде прессованных прутков диаметром 60 ... 95 мм для изделий повышенной прочности ( предел прочности не менее 700 МН / м, относительное удлинение δ - не менее 7%). В нагартованном состоянии куниаль-А имеет σ в до 950 МН / м² при δ = 2 ... 4%.
Куниаль-Б поставляется в виде полос толщиной 0,5 ... 3 мм для пружин (предел прочности не менее 550 МН / м, относительное удлинение δ - не менее 3%).
Куниаль имеет хорошую коррозионную стойкость. При наличии растягивающих напряжений в поверхностных слоях он подвержен растрескиванию при отжиге и эксплуатации при повышенных температурах